# L'Anse
L'Anse [ˈlɑːns] är administrativ huvudort i Baraga County i Michigan. Enligt 2010 års folkräkning hade L'Anse 2 011 invånare.

## Kända personer från L'Anse
- Frank Eugene Hook, politiker